# State Bank of Mauritius
La State Bank of Mauritius, plus connue sous l'acronyme SBM, est la deuxième banque de l’ile Maurice. Fondée en 1973 par l’État mauricien, la banque eut comme actionnaire minoritaire, à hauteur de 20,1 %, la Nedbank de l’Afrique du Sud, de 1997 à 2005.
La SBM et la Nedbank opérèrent une banque offshore, la SBM Nedcore International (SNI), en entreprise commune à hauteur de 50 % chacune. À partir de 1994 la SBM entreprit une expansion régionale avec l’ouverture de sa première de ses trois succursales en Inde, à Mumbai.

## Direction de l’entreprise
Le conseil d’administration est composé de sept à onze membres, dont 40 % d’indépendants et au moins deux directeurs exécutifs. Les membres sont élus annuellement et peuvent cumuler un maximum cinq mandats consécutifs. 
Le président du conseil d’administration est élu par les membres.